# Schloss Zwentendorf

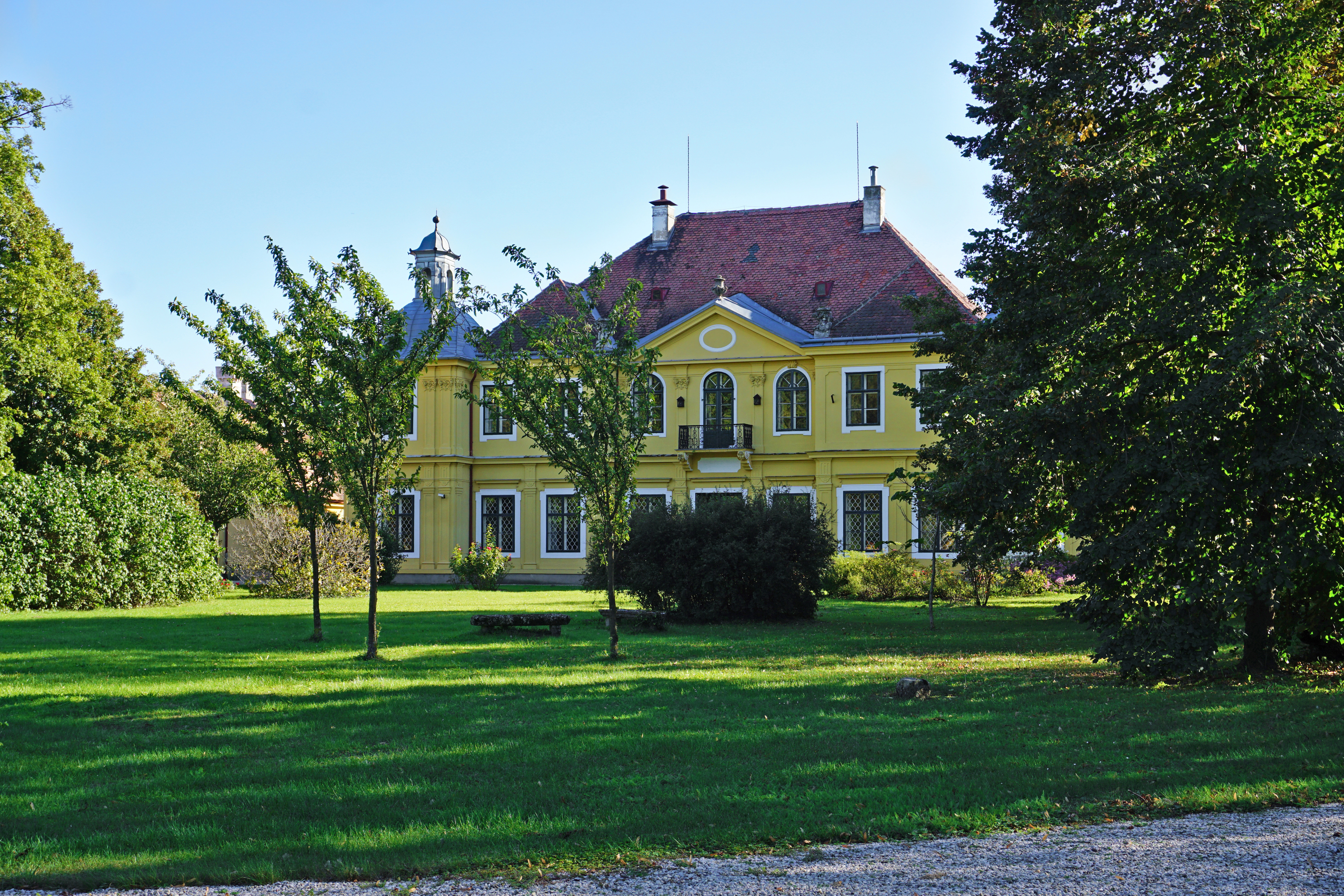
Blick über den Schlossgarten zur Nordfassade des Herrenhauses von Schloss Zwentendorf

Das Schloss Zwentendorf, auch Schloss Althann genannt, ist eine denkmalgeschützte Schlossanlage in der niederösterreichischen Marktgemeinde Zwentendorf an der Donau im Mostviertel. Mitte des 18. Jahrhunderts als spätbarockes Landschloss der gräflichen Familie von Althan erbaut, erfuhr die Anlage im frühen 19. Jahrhundert einen neobarocken Aus- und Umbau. Einige weitere Veränderungen im späten 19. Jahrhundert gaben ihr im Wesentlichen die heutige Gestalt.
Das Schloss liegt am südlichen Donauufer, nur etwa 215 Meter vom Fluss entfernt. Es befindet sich in Privatbesitz und ist nicht zu besichtigen.

## Geschichte
Bereits im Mittelalter bestand in Zwentendorf eine Grundherrschaft, die spätestens 1524 den Streun von Schwarzenau gehörte. Ihnen folgte 1542 die Familie von Oberhaim nach, der auch schon Totzenbach samt der dortigen Burg gehörte. Im Jahr 1595 wurde Freiherr Christoph von Althan durch Kauf neuer Herr von Zwentendorf. Seine Familie hatte ihren Stammsitz auf der Goldburg in Murstetten.
Nach dem Tod Gundaker Ludwig Josef von Althans, Generalhofbaudirektor Kaiser Karls VI., im Jahr 1747 ließen seine Nachkommen um 1750 in Zwentendorf ein spätbarockes Landschloss als Zweitwohnsitz errichten. Nachdem Schloss Goldburg 1809 im Zuge der Koalitionskriege durch Brand zerstört worden war, ließen die Grafen von Althan das Schloss in Zwentendorf im frühen 19. Jahrhundert zu ihrem Hauptwohnsitz ausbauen. Dabei wurden noch brauchbare Dekorationselemente von der Goldburg nach Zwentendorf transferiert.
Im späten 19. Jahrhundert erfolgten weitere Veränderungen und Ausbauten im neobarocken Stil, darunter das Hinzufügen zweier Ecktürme und eines Söllers zum Herrenhaus sowie dem Neubau eines weiteren Wohnhauses. Die Schlossanlage ist heute noch Eigentum der Familie Althann, die in den Wirtschaftsgebäuden eine Demeter-Landwirtschaft betreibt.

## Beschreibung
Das Schloss ist eine dreiteilige Anlage, bestehend aus einem Herrenhaus, einem südlich davon angelegten Wirtschaftshof sowie einem neobarocken Wohnhaus des späten 19. Jahrhunderts, das nordöstlich des Herrenhauses steht. Das Gebäudeensemble ist von einem landschaftlich gestalteten Park umgeben.

### Herrenhaus

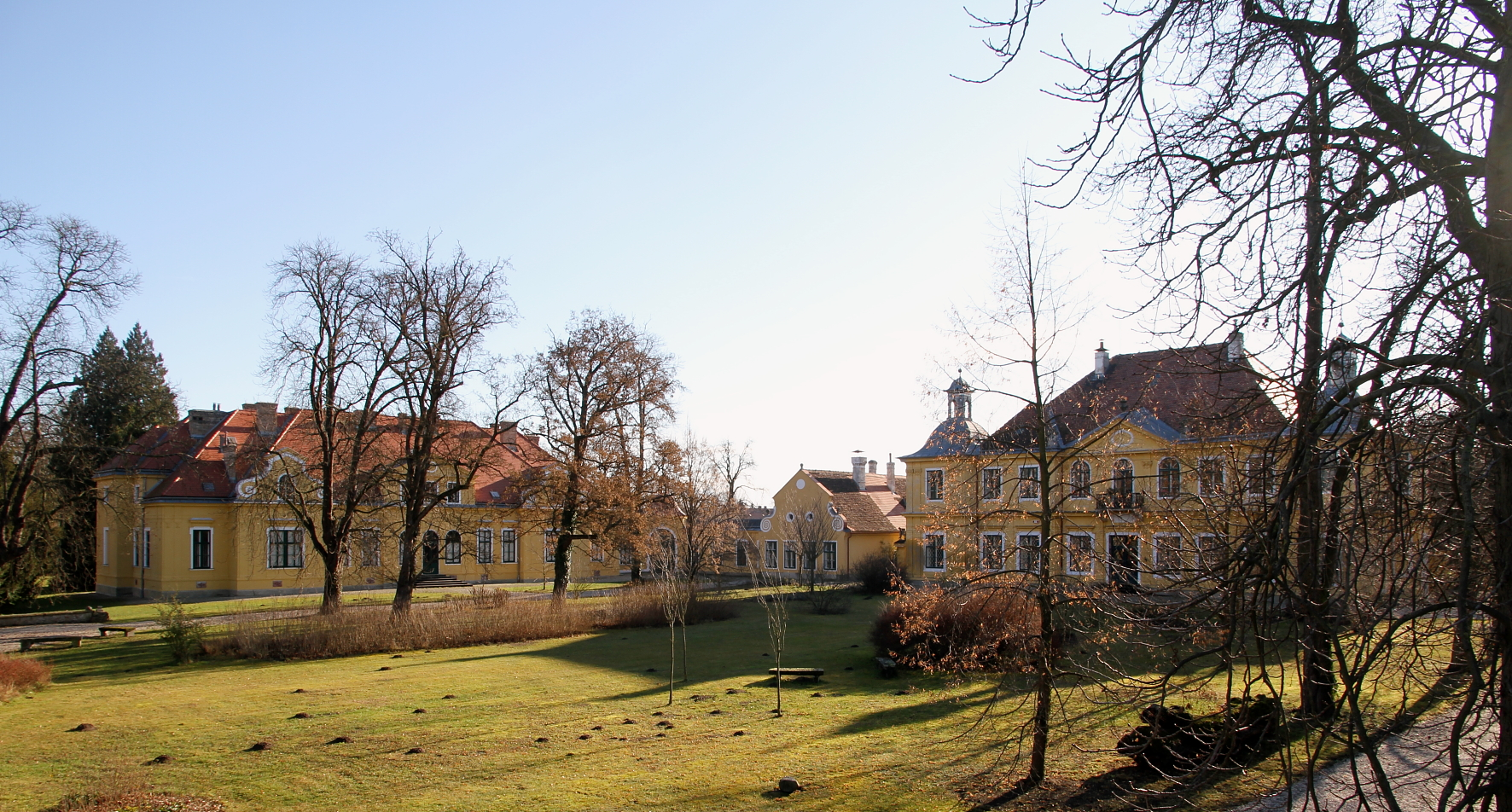
Wohnhaus des 19. Jh. (links) und Herrenhaus des 18. Jh. (rechts)

Das Herrenhaus ist ein rechteckiger Putzbau mit zwei Geschoßen, der von einem hohen, mit roten und schwarzen Dachziegeln gedeckten Walmdach abgeschlossen ist. Die beiden Längsseiten sind siebenachsig und besitzen Eckrisalite. Erd- und Obergeschoß sind durch ein profiliertes Kordongesims voneinander abgegrenzt. Flache Pilaster sorgen für eine vertikale Gliederung. Mit wenigen Ausnahmen sind alle Fenster des Gebäudes rechteckig. Jene im Erdgeschoß besitzen Verdachungen.
Die repräsentative Hauptfassade an der Nordseite wird von zwei quadratischen Ecktürmen mit metallgedeckten Hauben samt offenen Laternen flankiert. Im dreiachsigen Mittelteil der Nordseite, der von einem Dreiecksgiebel mit Vasenbekrönung abgeschlossen wird, findet sich im ersten Geschoß ein Balkon mit schmiedeeisernem Gitter. Er kann über eine rundbogige Tür betreten werden, deren Form von den beiden flankierenden Fenstern wiederholt wird. Dem zum Wirtschaftshof gewandten Mittelteil der Südseite ist im Erdgeschoß ein weit ausladender, von Säulen getragener Söller aus dem 19. Jahrhundert vorgesetzt.

### Weitere Gebäude
Der südlich dem Herrenhaus vorgelagerte Schlosshof wird an seiner West- und Ostseite von langgestreckten Wirtschaftsgebäuden aus dem 18. Jahrhundert flankiert. An den nördlichen Schmalseiten besitzen diese Trakte Volutengiebel. In ihrem Inneren finden sich Stichkappen- und Kreuzgratgewölbe.
An den Durchgängen östlich und westlich des Herrenhauses, die vom Wirtschaftshof zum Gartenareal nördlich des Hauptgebäudes führen, stehen Pfeiler mit barocken Putten vom Anfang des 18. Jahrhunderts. Sie stammen ursprünglich vom Schloss Goldburg.
Das Gebäude nordöstlich des Herrenhauses stammt vom Ende des 19. Jahrhunderts und wird zu Wohnzwecken genutzt. Bei seinem Bau wurden die architektonischen Details des Herrnhauses imitiert, zu dem es exakt im rechten Winkel ausgerichtet wurde. Das eingeschoßige Gebäude besitzt ein etwas erhöhtes Sockelgeschoß und an der westlichen Längsseite elf Achsen. Die drei zentralen Achsen sind in einem Mittelrisalit mit Dreiecksgiebel zusammengefasst. Die zweite sowie die zehnte Achse liegen auch jeweils in einem risalitartig vorspringenden Gebäudeteil.

### Schlosspark

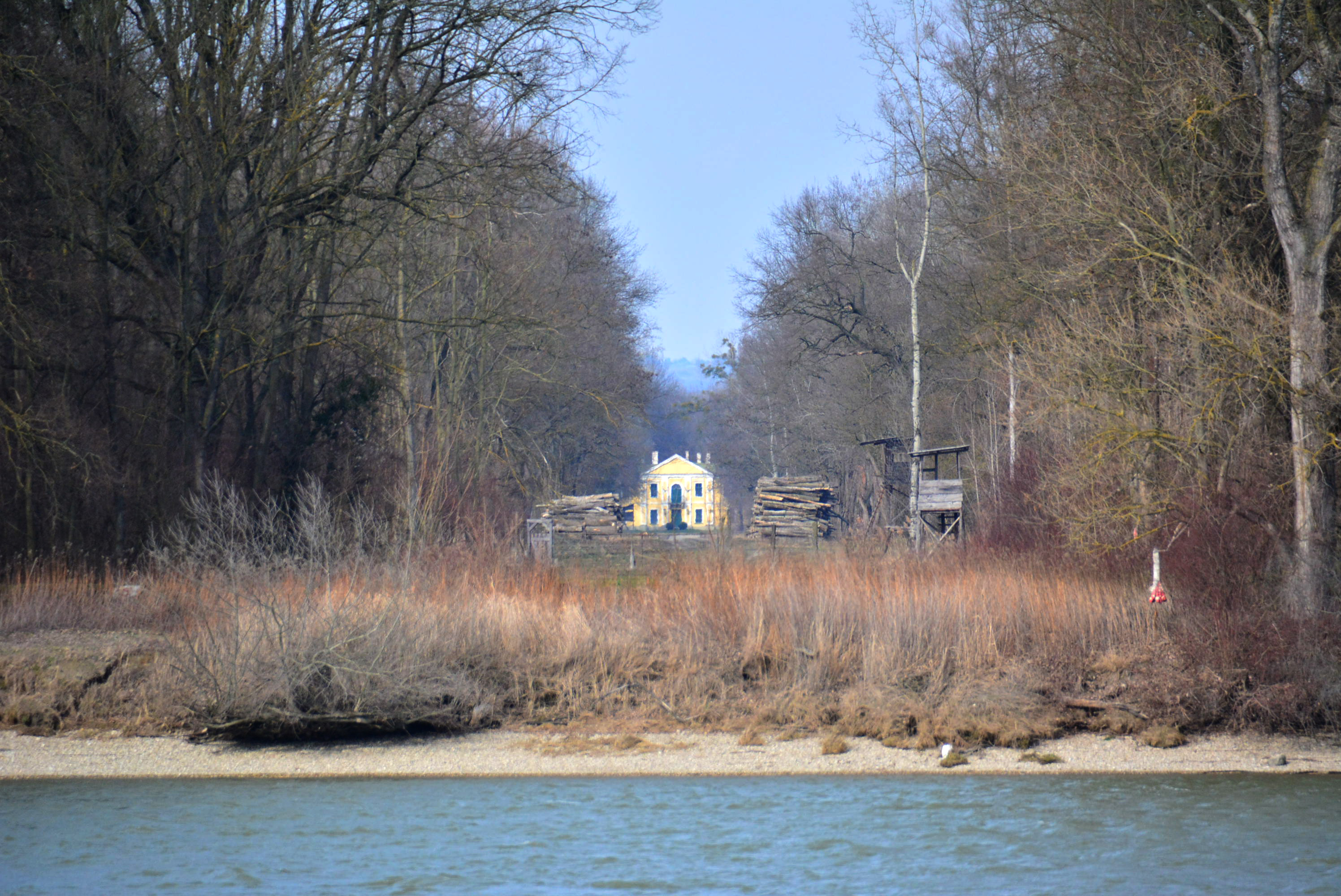
Blick vom Schloss durch die Schneise entlang der Hauptachse bis zum Jagdhaus Eleonorenhain

Der heutige Schlosspark geht auf einen barocken Schlossgarten zurück, der im 19. Jahrhundert im Landschaftsstil umgestaltet wurde. Dabei blieb jedoch die barocke Mittelachse der Anlage erhalten. Sie beginnt im Herrenhaus und führt zunächst von dort in nördliche Richtung zu einem Gittertor im Lanzettzaun, der den Schlossgarten an dessen Nordseite abschließt. Das Gartentor wird von zwei Dreiergruppen von Säulen mit Vasenaufsätzen flankiert. Diese stammen vom Anfang des 18. Jahrhunderts und wurden beim Neubau des Schlosses vom zerstörten Althann-Stammsitz Schloss Goldburg dorthin versetzt. Vom Tor führt die Hauptachse als sichtbare Schneise in der Begrünung zur Donau und setzt sich am jenseitigen Flussufer in der Aulandschaft weiter fort. Sie endet erst am mehr als 2,5 Kilometer entfernten Jagdhaus Eleonorenhain.
Die heute vorkommenden besonderen Baumarten im Parkbereich des Schlosses wurden im Laufe des 19. Jahrhunderts gepflanzt. Zu ihnen zählen unter anderem Rotblühende Rosskastanie, Blutroter Bergahorn, Christusdorn, Stieleiche, Lawsons Scheinzypresse, Weymouth-Kiefer, mehrere Arten Lebensbäume und Robinie.